# Turbina eólica flotante

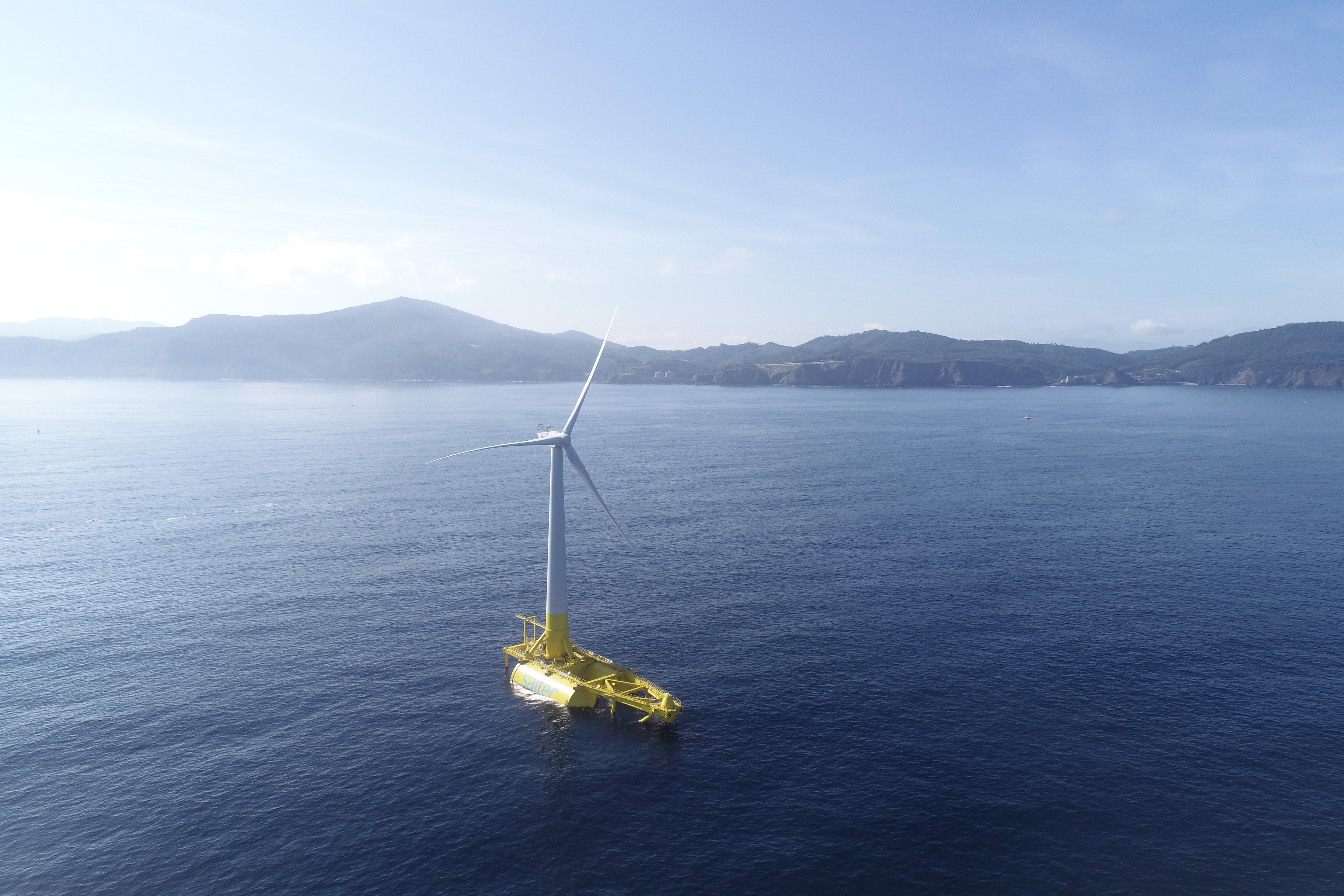
El proyecto DemoSATH de Saitec Offshore Technologies

Turbina eólica flotante.

La turbina eólica flotante es una aeroturbina marina montada en una estructura flotante que permite a la turbina generar electricidad en aguas profundas donde las turbinas de cimientos fijos no son viables. Éstas tienen potencial para incrementar significativamente el área marina disponible para las parques eólicos marinos, especialmente en países con aguas poco profundas limitadas, como Japón. Colocar parques eólicos más lejos de la costa puede además reducir la contaminación visual, proveer de mayor espacio para las líneas de pesca y embarcaciones y alcanzar vientos más fuertes y consistentes.
Las turbinas eólicas flotantes comerciales están en su mayoría en una fase temprana de desarrollo, varios prototipos de turbinas se han instalado desde 2007. Hasta 2018, el único parque eólico de turbinas flotantes era Hywind Scotland, desarrollada por Statoil y encargada en octubre de 2017. El parque eólico tiene 5 turbinas flotantes con una capacidad total de 30 MW.
En 2023, se ha puesto en marcha la primera plataforma eólica marina flotante. El proyecto DemoSATH es un esfuerzo conjunto de Saitec Offshore Technologies, RWE y The Kansai Electric Power Inc. Co. DemoSATH representa un hito en la hoja de ruta de comercialización de la tecnología SATH de la compañía de ingeniería vasca. 
La unidad de 2MW se está probando en condiciones reales de operación en el exigente entorno del mar Cantábrico, concretamente en el área de ensayos de BiMEP, ubicada a 2 millas de la costa de Vizcaya, donde el mar tiene una profundidad de 85 metros. DemoSATH generará suficiente electricidad para cubrir la demanda de energía de más de 2,000 hogares locales.Este proyecto tiene como objetivo recopilar datos y obtener conocimiento en la vida real del procedimiento de construcción, operación y mantenimiento de la plataforma eólica flotante durante un período de 2 años. 